# Madang

Madang é uma cidade da Papua-Nova Guiné, capital da província de Madang. Tem 27 420 habitantes (2000).
O biólogo russo Nikolai Miklukho-Maklai foi provavelmente o primeiro europeu a visitar a área de Madang. Em 1871 permaneceu na baía do Astrolábio, a sul da presente cidade de Madang, durante 15 meses. Teve um bom relacionamento com os locais, e deixou a região porque contraiu malária.
A cidade foi fundada em 1892 pela Companhia Alemã da Nova Guiné, com o nome "Friedrich-Wilhelmshafen". Durante o domínio alemão, que durou até 1918, a cidade expandiu-se rapidamente.
Tem numerosos monumentos deixados pelos alemães, como a fortaleza e o hospital Schutztruppen, a casa do governador e uma igreja em estilo bávaro.
Foi capturada pelos japoneses na Segunda Guerra Mundial.

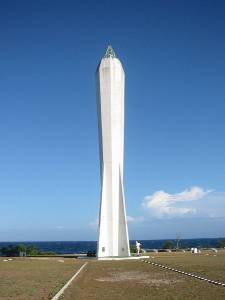
Farol de Madang